# François Herben
François Herben (Maastricht, 2 oktober 1943) is een voormalig Nederlands voetballer. Hij speelde in het Nederlandse betaalde voetbal voor MVV.

## Loopbaan

### Voetbal op straat
Hij leerde het voetballen in zijn jeugdjaren op straat. Pas op zijn zeventiende werd hij, op aandringen van zijn broer, lid van de vereniging Kimbria. Na korte tijd speelde hij in het eerste elftal van de Maastrichtse tweedeklasser. Na zijn militaire diensttijd ging hij in 1964 voetballen voor Heer. Deze club kwam uit in de eerste klasse, in die tijd het hoogste amateurniveau.

### Amateurinternational
François Herben kwam door zijn spel als centrale verdediger bij Heer in beeld bij het Nederlands amateurelftal. Hij speelde op 23 april 1966 mee in de interland tegen Oostenrijk (1-2). Hij stond in de belangstelling van het Belgische Sint-Truiden maar koos in juni 1966 op de valreep voor MVV.

### Prof bij MVV
In zijn eerste twee seizoenen kwam hij weinig aan bod bij MVV. Naast het profbestaan behield hij zijn baan bij het Kadaster in Maastricht. In het seizoen 1968/69 veroverde hij een basisplaats in het centrum van de defensie. Een jaar later werd hij aanvoerder van de ‘Sterrendragers’. Dit zou hij drie seizoenen blijven. MVV werd onder trainer George Knobel een stabiele middenmoter in de Eredivisie. De Maastrichtse club eindigde in 1973 op de zevende plaats. 

### Blessures
Enkele seizoenen bleef hij blessurevrij totdat hij in april 1972 een knieblessure opliep die hem vijf maanden aan de kant hield. In maart 1974 werd hij getroffen door een kuitbeenbreuk. Zijn profcarrière was in februari 1975 voorbij door een zware enkelblessure. Op 31-jarige leeftijd moest hij stoppen bij MVV.  Hij keerde terug bij de club als assistent-trainer en coach van het tweede team (C-elftal).

### Trainer amateurs
Herben besloot in 1978 als trainer in het amateurvoetbal verder te gaan. RVU was zijn eerste club. Zijn grootste succes behaalde hij in 1987 bij RKVVL waarmee hij naar de eerste klasse promoveerde. Hij was een van de vier voormalige MVV-spelers die in het seizoen 1986/87 trainer was in de tweede klasse.

## Statistieken
| Seizoen | Club   | Land      | Competitie | Duels | Goals |
| ------- | ------ | --------- | ---------- | ----- | ----- |
| 1966/67 | MVV    | Nederland | Eredivisie | 4     | 0     |
| 1967/68 | MVV    | Nederland | Eredivisie | 9     | 0     |
| 1968/69 | MVV    | Nederland | Eredivisie | 29    | 0     |
| 1969/70 | MVV    | Nederland | Eredivisie | 33    | 0     |
| 1970/71 | MVV    | Nederland | Eredivisie | 32    | 0     |
| 1971/72 | MVV    | Nederland | Eredivisie | 25    | 0     |
| 1972/73 | MVV    | Nederland | Eredivisie | 23    | 0     |
| 1973/74 | MVV    | Nederland | Eredivisie | 19    | 0     |
| 1974/75 | MVV    | Nederland | Eredivisie | 9     | 0     |
| Totaal  | Totaal | Totaal    | Totaal     | 183   | 0     |